# Pětka (politika)
Pětka nebo velká pětka bylo neformální mimoparlamentní, mimovládní a mimoústavní uskupení složené z šéfů velkých prvorepublikových politických stran. Pětka vznikla roku 1921 jako reakce na politickou krizi první republiky z roku 1920. Její význam spočíval v uklidnění politických neshod v prvních letech státu.
Specifikem tohoto uskupení bylo, že jeho členové, předáci nejsilnějších českých politických stran, většinou odmítali vstoupit osobně do vlády, aby je případný neúspěch v krizovém období politicky nekompromitoval, a raději ovlivňovali chod vlády (i úřednické) ze zákulisí, prostřednictvím nastrčených stoupenců nebo spolustraníků. Pětka na svých schůzkách několik let určovala politiku státu a dohadovala se o personálním složení prvorepublikových vlád a mnoha dalších státních úřadů. Seskupení pětky bylo vyčítáno obcházení demokratického systému a ústavy:
| „ | Fakta jsou taková, že Národní shromáždění se neschází, aby volně porokovalo a rozhodlo o záležitostech, nýbrž taková, že záležitosti jsou předem rozhodovány v lůně stran. Nějakou dobu byly rozhodovány dokonce jen pěti lidmi. Sdružení pěti politických stran dodává hotové gramofonové desky, jež jsou pak obehrávány v první i druhé sněmovně. | “ |

Jednání první pětky, na Hradě u prezidenta Masaryka, se účastnili vedoucí představitelé:
- sociální demokracie (Rudolf Bechyně),
- národních demokratů (Alois Rašín),
- lidovců (Jan Šrámek),
- agrárníků (Antonín Švehla)
- národních socialistů (Jiří Stříbrný).

V roce 1925 po propadu socialistických stran ve volbách utvořilo vládu šest politických stran; pětku doplnila živnostenská strana, tato koalice se ale rozpadla již na jaře 1926.
Později byly podle stejného vzoru i další, početnější seskupení předáků koaličních stran označovány např. jako „osmy“.